# Комплекс Йокасти
Комплекс Йокасти — у психоаналітичній теорії це кровозмішне сексуальне бажання матері до свого сина.
У 1920 році Раймон де Соссюр ввів цей термін за аналогією з його логічною протилежністю в психоаналізі, комплексом Едіпа, і він може використовуватися для охоплення різних ступенів прихильності, включаючи домінантну, але безстатеву материнську любов — щось, можливо, особливо поширене з відсутністю батька.

## Витоки

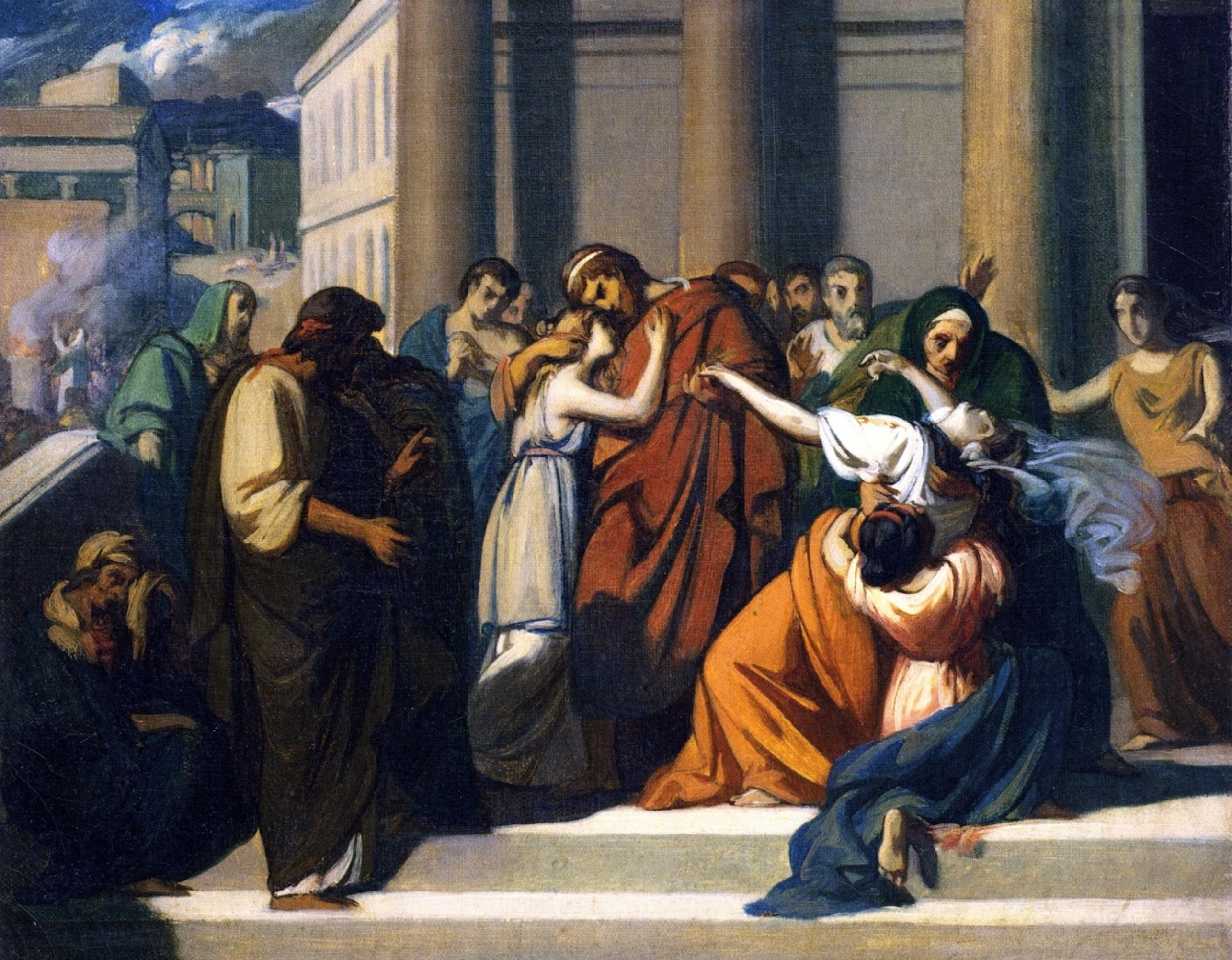
Олександр Кабанель «Едіп розлучається з Йокастою».

Комплекс Йокасти названий на честь Йокасти, грецької цариці, яка мимоволі вийшла заміж за свого сина Едіпа. Комплекс Йокасти подібний до комплекса Едіпа, коли дитина має сексуальне бажання по відношенню до своїх батьків. Цей термін є дещо екстраполяцією, оскільки в оригінальній історії Едіп та Йокаста не знали, що вони були матір'ю та сином, коли одружилися. Вживання в сучасному контексті стосується сина, який повністю знає, хто його мати.

## Аналітична дискусія
Теодор Рейк вважав «матір Йокасту» з її власними незадоволеними дорослими стосунками та надмірною турботою про свою дитину замість цього, як головне джерело неврозу.
Джордж Девере пішов далі, стверджуючи, що Едипів комплекс у дитини був викликаний уже існуючим батьківським комплексом (Йокаста/ Лай).
Ерік Берн також досліджував іншу (батьківську) сторону Едіпового комплексу, вказуючи на пов'язані сімейні драми, такі як «мати спить із хлопцем дочки… коли у матері немає сина, щоб грати Йокасту».
Своєю феміністичною артикуляцією комплексу Йокасти та комплексу Лая. Браха Ліхтенберг Еттінґер критикує класичне психоаналітичне сприйняття Йокасти, материнської, жіночої та моделі Едіпа/кастрації стосовно зв'язків мати-дитина.

## Культурні аналоги
- У грецькій трагедії «Перси» Атосса уві сні бореться з комплексом Йокасти.[8]
- Деякі американські народні казки часто містять фігури, такі як Йокаста, які виражають материнське бажання своїх синів.[9]

## Подальше читання
- Matthew Besdine, «The Jocasta Complex, Mothering and Genius», Psychoanalytic Review 55 (1968), 259–77
- Christiane Olivier, Jocasta's Children: The Impact of the Mother (1989)